# Fußball-Europameisterschaft 1968/Statistik
Dieser Artikel gibt einen Überblick über die Rekorde und Statistiken zur Fußball-Europameisterschaft 1968.

## Abschlusstabelle EM 1968
| Rang | Mannschaft  | Spiele | Siege | Unentschieden | Niederlagen | Tore | Tordifferenz | Punkte |
| ---- | ----------- | ------ | ----- | ------------- | ----------- | ---- | ------------ | ------ |
| 1    | Italien     | 3      | 1     | 2             | 0           | 3:1  | +2           | 4:2    |
| 2    | Jugoslawien | 3      | 1     | 1             | 1           | 2:3  | −1           | 3:3    |
| 3    | England     | 2      | 1     | 0             | 1           | 2:1  | +1           | 2:2    |
| 4    | Sowjetunion | 2      | 0     | 1             | 1           | 0:2  | −2           | 1:3    |

Anmerkung: Das durch Losentscheid entschiedene Halbfinale zwischen Italien und der UdSSR wird in dieser Tabelle als Remis gewertet.

## Spieler
- Ältester Spieler: Jack Charlton (England) mit 33 Jahren  und 31 Tagen (ohne Einsatz)
- Ältester eingesetzter Spieler: Bobby Charlton (England) mit 30 Jahren und 241 Tagen (2 Einsätze)
- Jüngster Spieler: Nikolai Smolnikow (Sowjetunion) mit 19 Jahren und 87 Tagen (ohne Einsatz)
- Jüngster eingesetzter Spieler: Jovan Aćimović (Jugoslawien) mit 19 Jahren und 353  Tagen (2 Einsätze)

## Torschützen
- Erster Torschütze: Dragan Džajić (Jugoslawien) im Spiel gegen England
- Jüngster Torschütze: Pietro Anastasi (Italien) mit 20 Jahren und 64 Tagen
- Ältester Torschütze: Bobby Charlton mit 30 Jahren und 241 Tagen
- Schnellster Torschütze: Luigi Riva  (Italien) in der 12. Minute des wiederholten Finales gegen Jugoslawien

## Torschützenliste
| Rang | Spieler           | Tore |
| ---- | ----------------- | ---- |
| 1    | Dragan Džajić     | 2    |
| 2    | Pietro Anastasi   | 1    |
|      | Bobby Charlton    | 1    |
|      | Angelo Domenghini | 1    |
|      | Geoff Hurst       | 1    |
|      | Luigi Riva        | 1    |

Torschützenkönig des gesamten Wettbewerbs wurde der Italiener Luigi Riva  mit sieben Toren.

## Trainer
- Jüngster Trainer: Rajko Mitić (Jugoslawien) mit 45 Jahren und 199 Tagen
- Ältester Trainer: Michail Jakuschin (UdSSR) mit 57 Jahren und 206 Tagen

## Qualifikation
31 der damaligen Mitgliedsverbände, darunter auch erstmals die deutsche Mannschaft, wollten an der EM teilnehmen. Zunächst wurde in einer Dreier- und sieben Vierer-Gruppen gespielt. Die Gruppensieger bestritten dann Viertelfinalspiele mit Hin- und Rückspiel. Von den vier Siegern wurde dann der Ausrichter bestimmt. Von den vorherigen Europameistern konnte sich nur die UdSSR qualifizieren. Titelverteidiger Spanien scheiterte im Viertelfinale an Weltmeister England. Von den Teilnehmern der vorherigen Endrunde scheiterte Ungarn im Viertelfinale an der UdSSR und Dänemark als Gruppenletzter hinter Ungarn, der DDR und der Niederlande. Keine Mannschaft konnte alle Spiele gewinnen und keine Mannschaft blieb ungeschlagen. Albanien, Finnland und Luxemburg konnten als einzige Mannschaften kein Spiel gewinnen, Albanien als einzige Mannschaft kein Tor erzielen. Der einzige Punktgewinn für Albanien beim torlosen Remis gegen Deutschland bedeutete aber, dass sich Deutschland nicht qualifizieren konnte. Rumänien schoss in den Gruppenspielen die meisten Tore (18), wurde damit aber nur Zweiter hinter Italien, das ein Tor weniger erzielte, aber mit +14 die beste Tordifferenz hatte. Jugoslawien erzielte im Viertelfinale die meisten Tore (6). Beste Torschützen der Qualifikation waren János Farkas (Ungarn) und Luigi Riva (Italien) mit je 6 Toren. Erstmals konnten sich England und Italien qualifizieren.

## Fortlaufende Rangliste
| Rang | Mannschaft          | Teilnahmen | Spiele | Siege | Unentschieden | Niederlagen | Tore | Tordifferenz | Punkte |
| ---- | ------------------- | ---------- | ------ | ----- | ------------- | ----------- | ---- | ------------ | ------ |
| 1    | Sowjetunion (=)     | 3          | 6      | 3     | 1             | 2           | 9:5  | +4           | 7:5    |
| 2    | Jugoslawien ↑2      | 2          | 5      | 2     | 1             | 2           | 8:9  | −1           | 5:5    |
| 3    | Spanien ↓1          | 1          | 2      | 2     | 0             | 0           | 4:2  | +2           | 4:0    |
| 4    | Italien (N)         | 1          | 3      | 1     | 2             | 0           | 3:1  | +2           | 4:2    |
| 5    | Ungarn ↓2           | 1          | 2      | 1     | 0             | 1           | 4:3  | +1           | 2:2    |
| 6    | England (N)         | 1          | 2      | 1     | 0             | 1           | 2:1  | +1           | 2:2    |
| 7    | Tschechoslowakei ↓2 | 1          | 2      | 1     | 0             | 1           | 2:3  | −1           | 2:2    |
| 8    | Frankreich ↓2       | 1          | 2      | 0     | 0             | 2           | 4:7  | −3           | 0:4    |
| 9    | Dänemark ↓2         | 1          | 2      | 0     | 0             | 2           | 1:6  | −5           | 0:4    |

Anmerkungen: Kursiv gesetzte Mannschaften waren 1968 nicht dabei, fett gesetzte Mannschaft gewann das Turnier. Das durch Losentscheid entschiedene Halbfinale zwischen Italien und der UdSSR wird in dieser Tabelle als Remis gewertet.

## Besonderheiten
- Zum bisher einzigen Mal wurde ein Halbfinale per Losentscheid und das Finale durch ein Wiederholungsspiel entschieden.
- Für Jugoslawien begann mit der Niederlage  im wiederholten Finale die längste Niederlagenserie von 6 Spielen hintereinander in den Jahren 1968–1984.
- Die wenigsten Tore im Schnitt: 1,4 in 5 Spielen
- Erster Platzverweis: Alan Mullery (England), in der 87. Minute des Spiels Jugoslawien – England am 5. Juni 1968  (eine Minute nachdem das 1:0 gefallen war). Er war zudem der erste englische Spieler, der in einem Länderspiel vom Platz gestellt wurde.[2]
- Spanien konnte sich als erster Titelverteidiger nicht für die Endrunde qualifizieren.
- Mit England nahm erstmals der amtierende Weltmeister teil – bei den beiden vorherigen Austragungen kam der Weltmeister aus Südamerika.
- Italien stellte sowohl mit dem AC Mailand (von dem vier Spieler eingesetzt wurden) den Europapokalsieger der Pokalsieger als auch den Europameister, was danach keinem Europapokalsieger der Pokalsieger mehr gelang.
- Die UdSSR konnte erstmals kein Tor erzielen.